# Ángeles Amador
María Ángeles Amador Millán (ur. 10 października 1949 w Madrycie) – hiszpańska polityk i prawniczka, parlamentarzystka, w latach 1993–1996 minister zdrowia i konsumentów.

## Życiorys
Z wykształcenia prawniczka, absolwentka Uniwersytetu Complutense w Madrycie. Kształciła się następnie w Strasburgu i na Uniwersytecie Harvarda. Podjęła praktykę w zawodzie adwokata, od 1982 była członkinią władz madryckiej palestry. W 1986 objęła wyższe stanowisko urzędnicze w resorcie robót publicznych.
W czerwcu 1991 została podsekretarzem stanu w ministerstwie zdrowia i konsumentów. Od lipca 1993 do maja 1996 sprawowała urząd ministra w tym resorcie w czwartym rządzie Felipe Gonzáleza. W 1996 i w 2000 z rekomendacji Hiszpańską Socjalistyczną Partią Robotniczą (PSOE) uzyskiwała mandat posłanki do Kongresu Deputowanych. Zrezygnowała z niego w 2002, powracając do praktyki adwokackiej. W 2005 powołana w skład rady dyrektorów przedsiębiorstwa energetycznego Red Eléctrica de España.
Jej synem jest polityk Pablo Bustinduy.